# Philadelphia Independence
Philadelphia Independence ist ein ehemaliges US-amerikanisches Frauenfußball-Franchise aus Chester, einem Vorort von Philadelphia, Pennsylvania. Die Profimannschaft trat in den Spielzeiten 2010 und 2011 in der Women’s Professional Soccer an.

## Geschichte
Die Women’s Professional Soccer gab am 17. März 2009 offiziell die Vergabe eines Franchises an Philadelphia bekannt. Zwei Monate später wurde vor Franklin Institute, einem Museum in Downtown Philadelphia, der offizielle Teamname und das Vereinslogo vorgestellt. Der Beiname "Independence" leitet sich von der Unabhängigkeitserklärung der Vereinigten Staaten ab, welche in Philadelphia 1776 unterschrieben wurde. Darauf bezieht sich auch das Motto der Mannschaft, "We the people", welches im Vorwort der Verfassung der Vereinigten Staaten vorkommt. Philadelphia Independence ist auch offizieller Nachfolger von Philadelphia Charge, welcher in der Women’s United Soccer Association spielten.
In ihrer ersten Saison 2010 belegten die Independence in der Regular Season den dritten Platz. In den Playoffs schafften sie es bis in das Finale und mussten sich erst dort dem FC Gold Pride geschlagen geben. In ihrer zweiten Saison 2011 erreichten sie in der Regular Season den zweiten Platz. Im Finale verloren sie gegen Western New York Flash.
Nach der Auflösung der WPS 2012 lösten sie sich auf.

## Besitzer
Philadelphia Independence gehörte zur Team Dynamic, LLC. Geschäftsführer war Matthew Driver, der die Verwaltung des Franchises übernommen hatte. Driver war erster Co-Trainer von New England Revolution und ist Besitzer drei weiterer Frauenfußballvereine aus der Delaware Valley Region in der Women’s Premier Soccer League.